# Roy Campbell (jazzmusicus)

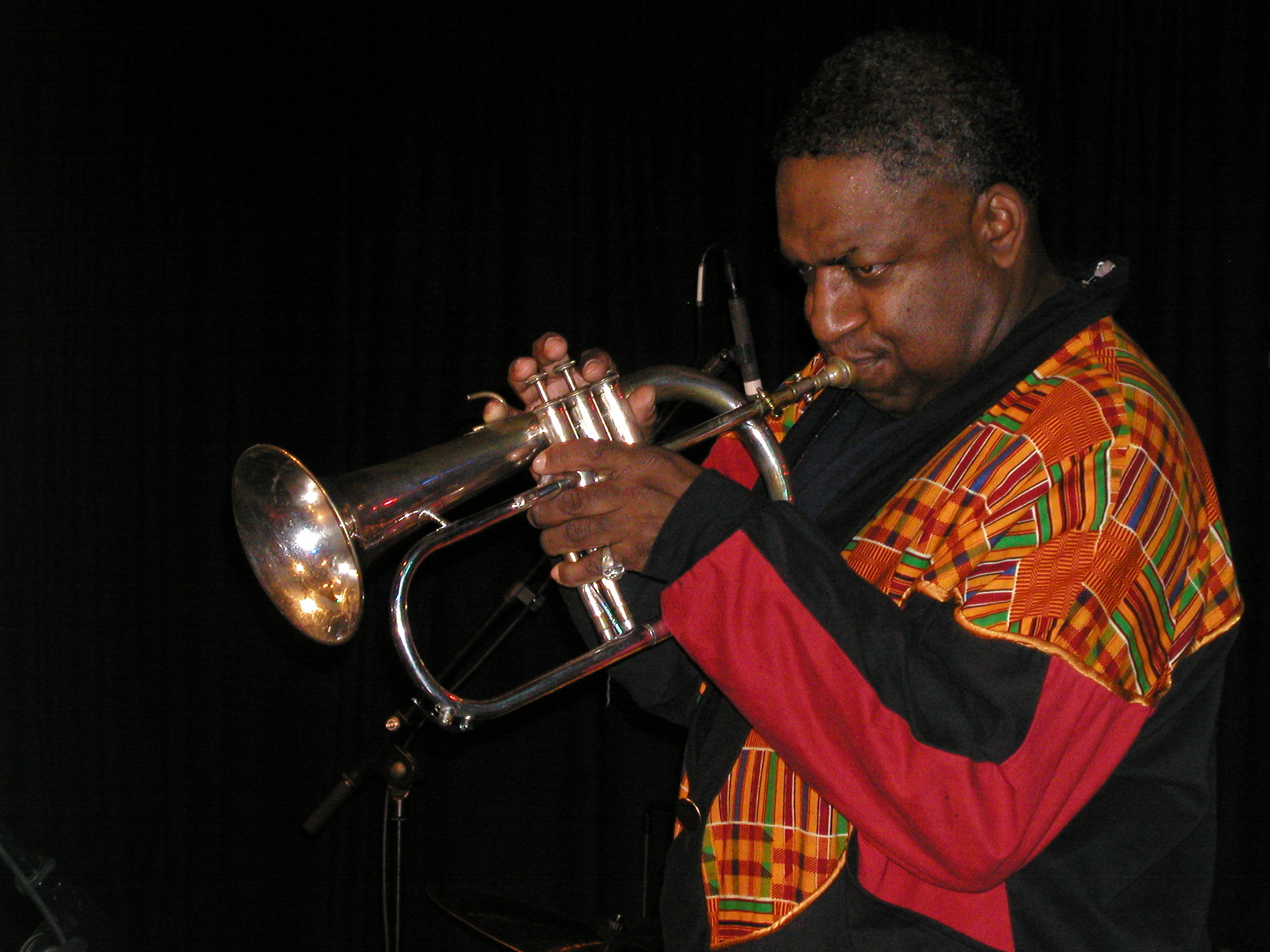
Roy Campbell in 2008

Roy Campbell (Los Angeles, 29 september 1952 – The Bronx, 9 januari 2014) was een Amerikaanse jazz-trompettist, kornettist en bugelist. Tevens acteerde hij in verschillende toneelstukken en films en componeerde hij voor film, theater en televisie. Zijn muziek bevatte ingrediënten van allerlei stijlen: van jazz en funk tot en met hiphop en reggae.

## Loopbaan
Campbell, die in New York opgroeide, kreeg tijdens workshops bij Jazzmobile aanwijzingen van onder meer Kenny Dorham, Lee Morgan en Joe Newman. Tijdens zijn studie aan Manhattan Community College, in het begin van de jaren zeventig, kreeg hij onder meer les van Yusef Lateef. In die periode speelde hij ook in de bigband van het college. In 1975 studeerde hij er af, maar ook in de jaren erna studeerde hij nog trompet. Hij had in die tijd een eigen groep, Spectrum, en was actief als sideman. Met Radha Reyes had hij een band, waarin onder andere Cecil McBee en Charles Neville hebben gespeeld. Hij speelde en toerde uitgebreid met de groep van Jemeel Moondoc. Later richtte hij de groep Other Dimensions in Music op, waarin Rashid Bakr, Daniel Carter en William Parker speelden. In 1986 speelde hij met de violist Billy Bang. In het begin van de jaren negentig woonde hij enkele jaren in Nederland, waar hij werkte als leraar en workshops gaf aan conservatoria. Hij speelde in de bands van onder andere Klaas Hekman en Ruud Bergamin en leidde het Thelonious New World Orchestra. De jazzfestivals in Groningen en Eindhoven gaven hem compositieopdrachten. In 1999 deed hij mee aan Willam Parkers bigband-project 'Mayor of Punkville', ook was hij dat jaar actief in de bigband van Alan Silva. Hij was lid van de Nu Band en werkte in 2001 opnieuw samen met Moondoc. Verder speelde hij samen met talloze muzikanten, zoals Cecil Taylor, John Zorn en Peter Brötzmann.
Campbell heeft met zijn bands verschillende albums gemaakt, onder meer voor Delmark Records.

## Discografie (selectie)
- New Kingdom, Delmark Records, 1991
- La Tierra Del Fuego, Delmark Records, 1993
- Communion, Silkheart Records, 1994
- It's Krunch Time, Thirsty Ear, 2000
- Ethnic Stew and Brew, Delmark Records, 2000